# عملیات یخچال شکننده
یخچال شکننده (به انگلیسی: Operation Eager Glacier) در زمان عملیات‌های ایالات متحده در خلیج فارس صورت گرفت، از جمله عملیات اراده جدی (به انگلیسی: Operation Earnest Will)، اسکورت نفتکش‌های با مالکیت کویتی توسط نیروی دریای آمریکا، و عملیات فرصت برجسته (به انگلیسی: Operation Prime Chance)، عملیات سری برای جلوگیری از حمله نیروهای ایرانی به کشتی‌های تجاری، عملیات آخوندک، (به انگلیسی: Operation Praying Mantis) عملیات تلافی جویانه پس از برخورد ناوچه موشک انداز ساموئل بی رابرتز (به انگلیسی: USS Samuel B. Roberts) با مین ایرانی.
یخچال شکننده عملیات فوق محرمانه ایالات متحده برای جاسوسی از ایران به وسیلهٔ هواپیما در سال‌های ۱۹۸۷ و ۱۹۸۸ بود، اطلاعات به دست آمده به صورت قسمتی از داد و ستد سرویس مخفی ارتش ایالات متحده و عراق در جریان جنگ ایران و عراق درآمد.
در ۲۲ ژوئیه ۱۹۹۲، رئیس سابق ستاد مشترک (به انگلیسی: Joint chiefs of staff)، دریابد ویلیام جی. کرو (به انگلیسی: Admiral william j. crowe) در کمیتهٔ مرکزی نیروهای مسلح آمریکا (به انگلیسی: House Services committee) در مورد اتهام اینکه پنتاگون شواهد مربوط به سرنگونی هواپیمای پرواز شماره ۶۵۵ ایران ایر توسط ناو وینسنز (به انگلیسی: USS Vincennes) را مخفی کرده، ابتدا مخفی کاری در این زمینه را انکار کرد و به‌طور خلاصه به عملیات یخچال شکننده و بقیه تلاش‌های ایالات متحده برای در اختیار قرار دادن اطلاعات جاسوسی به عراق صحبت کرد. او در این زمینه گفت: مقامات رسمی پنتاگون جلسه‌ای با کمیته مربوط به کنگره در مورد عملیات یخچال شکننده در ۵، ۶ و ۱۳ ام اوت ۱۹۸۷ داشته‌اند، او همچنین افزود: تصادفاً، به نظر من، این داد و ستد به‌طور خاص برای ما سودآور نبود.